# Salacia bicalycula
Salacia bicalycula är en nässeldjursart som först beskrevs av Coughtrey 1876.  Salacia bicalycula ingår i släktet Salacia och familjen Sertulariidae. Inga underarter finns listade i Catalogue of Life.